# آبه مورداک
آبه مورداک (به انگلیسی: Abe Murdock) سناتور سابق عضو حزب دموکرات ایالات متحده آمریکا بود. وی در سال ۱۹۴۱ تا ۱۹۴۷ میلادی سناتور ایالت یوتا در سنای ایالات متحده آمریکا بود.